# 丹恩二世·鐵足
在托爾金（J. R. R. Tolkien）的奇幻小說裡，鄧恩二世·鐵足（Dáin II Ironfoot）是中土大陸孤山（Erebor）的矮人王國國王。他在 《哈比人歷險記》首度登場，其生平在《魔戒》的附錄中有較詳細的敘述。

## 生平
丹恩二世·鐵足是葛爾（Grór）的後裔，都靈部族（Durin's folk）丹恩一世（Dáin I）的年輕一員。他是矮人領地鐵丘陵（Iron Hills）的統治者，是一位強大的戰士，勇氣過人且擁有無可匹敵的戰斧戰鬥技倆。矮人與半獸人之戰爭（War of the Dwarves and Orcs）期間，他的父親在南都西理安之戰（Battle of Nanduhirion）中被半獸人首領阿索格（Azog）所殺，丹恩二世·鐵足隨之擊殺了阿索格。他在當時非常年輕（只有32歲，矮人於30歲才成年），被譽為壯舉。隨後丹恩二世·鐵足曾獨自一人進入摩瑞亞（Moria）大門，並睿智地認為矮人在當時是不可能進入摩瑞亞的，因為都靈的剋星仍盤據在那裡。
丹恩二世·鐵足是索林·橡木盾（Thorin Oakenshield）的遠親，他響應索林·橡木盾對孤山的爭奪，親自派遣數萬個矮人來到孤山增援索林，不料阿索格之子波格領著半獸人大軍也趕到現場意圖奪下孤山，在甘道夫周旋下，丹恩二世·鐵足與瑟蘭督伊和巴德的部隊聯合起來抗敵，五軍之戰（Battle of Five Armies）爆發。
索林·橡木盾死後，丹恩二世·鐵足成為山下國王（King under the Mountain）以及都靈部族的領袖，與河谷鎮人類及幽暗密林木精靈皆保持著友誼。第三紀元3019年，丹恩二世·鐵足在魔戒聖戰（War of the Ring）時期參與對抗索倫軍隊的河谷鎮之役，他在守護盟友河谷鎮國王布蘭德（Brand）遺體時戰死。當時丹恩二世·鐵足雖在矮人部落裡是最年長的，但他的戰技依然精湛。戰後，丹恩二世·鐵足之子索林三世（Thorin III Stonehelm）繼位。

## 改編描述
他在電腦遊戲《魔戒：中土大戰2》當中出現。他的戰斧名稱是（Barazanthual），被形容為「矮人最優秀的武器之一」，「敵人亦為之恐懼」。
在電影《哈比人：五軍之戰》裡，他由蘇格蘭演員比利·康諾利飾演。影片中他騎著一隻豬出場。

## 外部連結
- 丹恩二世·鐵足（页面存档备份，存于）在TheOneRing.net上的介紹（英文）

| 前任： 索林·橡木盾 | 都靈部族國王 丹恩二世·鐵足 | 繼任： 索林三世 |